# Pumped Up Kicks
Pumped Up Kicks ist ein Lied der US-amerikanischen Indie-Elektropop-Band Foster the People. Das Werk wurde 2010 als Debüt-Single der Gruppe veröffentlicht und erschien 2011 auf der EP Foster the People sowie auf dem Debütalbum Torches.
Mit dem Lied gelang der Band der internationale Durchbruch.

## Entstehung, Beschreibung und Interpretation

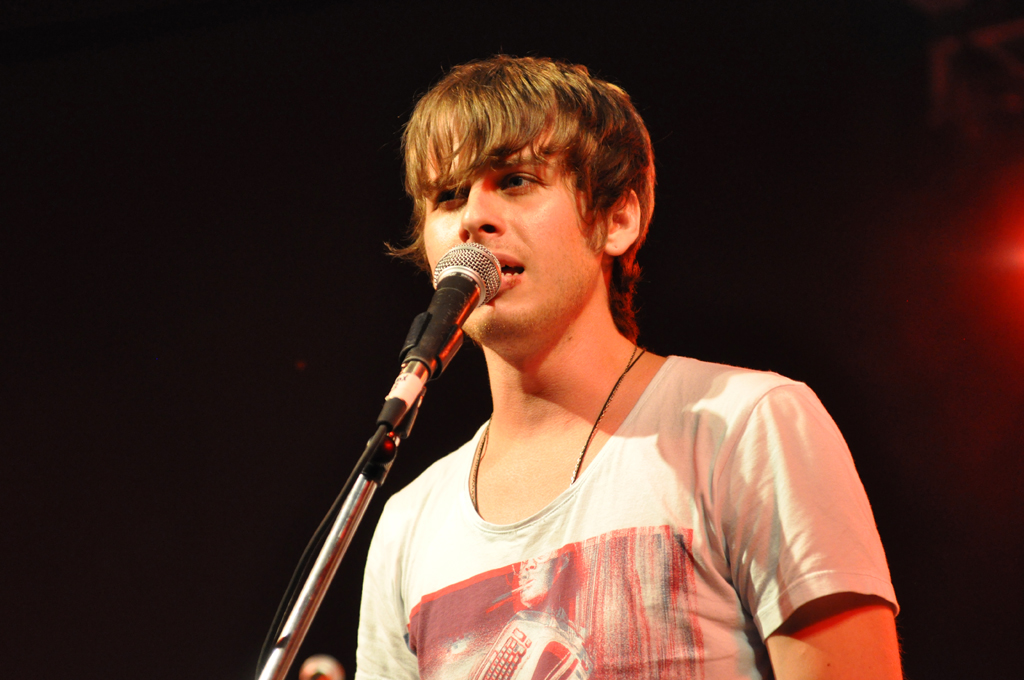
Pumped Up Kicks stammt aus der Feder von Foster-the-People-Frontmann Mark Foster.

Frontmann Mark Foster schrieb das Lied innerhalb von fünf Stunden. Zunächst komponierte er die fröhlich anmutende Melodie, deren Takt dem Lied Dreams (1977) von Fleetwood Mac ähneln sollte. Im Kontrast dazu verfasste er anschließend den düsteren Liedtext, der aus der Sicht eines gestörten Teenagers mit Mordgedanken geschrieben ist und zu einem Großteil aus folgendem Refrain besteht:
All the other kids with the pumped up kicks
You’d better run, better run, outrun my gun
All the other kids with the pumped up kicks
You’d better run, better run, faster than my bullet.
Deutsche Übersetzung:
All die anderen Kinder mit den teuren Tretern
Ihr rennt besser weg, rennt besser weg, weg vor meiner Waffe
All die anderen Kinder mit den teuren Tretern
Ihr rennt besser weg, rennt besser weg, schneller als meine Kugel.
Der Text wurde vielfach so interpretiert, dass das Lied von einem School Shooting handelt. Foster betonte jedoch, dass es in dem Lied nicht um einen Amoklauf an einer Schule, sondern vielmehr um die Psyche einer Person gehe. Das Wort „Schule“ komme überhaupt nicht vor. Da eine Cousine des Bassisten der Band, Cubbie Fink, den Amoklauf an der Columbine High School im Jahr 1999 überlebte, wird dennoch angenommen, dass das Lied zumindest durch ein School Shooting inspiriert wurde. Nach dem Amoklauf an der Sandy Hook Elementary School im Jahr 2012 verzichteten US-Radiosender darauf, den Song zu spielen. MTV zensierte die Worte „gun“ und „bullet“ aus dem Refrain und Columbia Records, bei dem Foster the People unter Vertrag stehen, erhielt Beschwerden, dass das Lied Gewalt glorifizieren würde.

## Veröffentlichung
Kurz nach der Gründung von Foster the People im Jahr 2009 stellte Mark Foster das Lied zunächst zum kostenlosen Download ins Internet. Bald darauf verwendete das Magazin Nylon das Stück im Rahmen einer Online-Werbekampagne. Aufgrund der großen Nachfrage und Aufmerksamkeit, die Pumped Up Kicks zuteilwurde, unterschrieb die Band im Mai 2010 einen Plattenvertrag mit Columbia Records. Im Januar 2011 erschien Pumped Up Kicks neben weiteren Liedern auf der EP Foster the People und am 23. Mai 2011 auf dem Debütalbum Torches.

## Preise
- 2011: Nominierung für den MTV Video Music Award für das beste Rock-Video
- 2012: Nominierung für den Grammy Award for Best Pop Duo/Group Performance für Pumped Up Kicks

## Kommerzieller Erfolg

### Chartplatzierungen
Im Mai 2011 stieg Pumped Up Kicks auf Platz 96 in den Billboard Hot 100 ein und erreichte bis zum Spätsommer schließlich Platz drei.
| ChartsChartplatzierungen       | Höchstplatzierung | Wochen |
| ------------------------------ | ----------------- | ------ |
| Deutschland (GfK)              | 9 (31 Wo.)        | 31     |
| Österreich (Ö3)                | 3 (23 Wo.)        | 23     |
| Schweiz (IFPI)                 | 17 (46 Wo.)       | 46     |
| Vereinigte Staaten (Billboard) | 3 (40 Wo.)        | 40     |
| Vereinigtes Königreich (OCC)   | 18 (43 Wo.)       | 43     |

| ChartsJahrescharts (2011)      | Platzierung |
| ------------------------------ | ----------- |
| Deutschland (GfK)              | 90          |
| Österreich (Ö3)                | 59          |
| Schweiz (IFPI)                 | 62          |
| Vereinigte Staaten (Billboard) | 13          |

| ChartsJahrescharts (2012) | Platzierung |
| ------------------------- | ----------- |
| Deutschland (GfK)         | 74          |
| Österreich (Ö3)           | 60          |
| Schweiz (IFPI)            | 73          |

### Auszeichnungen für Musikverkäufe
| Land/Region                  | Auszeichnungen für Musikverkäufe (Land/Region, Auszeichnung, Verkäufe) | Verkäufe   |
| ---------------------------- | ---------------------------------------------------------------------- | ---------- |
| Australien (ARIA)            | 15× Platin                                                             | 1.050.000  |
| Dänemark (IFPI)              | Platin                                                                 | 90.000     |
| Deutschland (BVMI)           | Platin                                                                 | 300.000    |
| Italien (FIMI)               | Platin                                                                 | 50.000     |
| Kanada (MC)                  | 5× Platin                                                              | 400.000    |
| Mexiko (AMPROFON)            | 5× Gold                                                                | 150.000    |
| Neuseeland (RMNZ)            | 8× Platin                                                              | 240.000    |
| Österreich (IFPI)            | Platin                                                                 | 30.000     |
| Spanien (Promusicae)         | Platin                                                                 | 60.000     |
| Vereinigte Staaten (RIAA)    | 14× Platin                                                             | 14.000.000 |
| Vereinigtes Königreich (BPI) | 4× Platin                                                              | 2.400.000  |
| Insgesamt                    | 1× Gold · 43× Platin · 1× Diamant ·                                    | 18.770.000 |

### Auszeichnungen für Musikstreaming
| Land/Region     | Auszeichnungen für Musikverkäufe (Land/Region, Auszeichnung, Verkäufe) | Verkäufe |
| --------------- | ---------------------------------------------------------------------- | -------- |
| Dänemark (IFPI) | Gold                                                                   | 900.000  |
| Insgesamt       | 1× Gold ·                                                              | 900.000  |